# Ламаре, Роландо де
Роландо де Ламаре (порт. Rolando de Lamare; 30 ноября 1888, Белен — 20 июля 1963, Рио-де-Жанейро) — бразильский футболист, нападающий. Один из группы первых футболистов в истории «Ботафого», с которым стал чемпионом Рио-де-Жанейро в 1907, 1910, 1912 годах. С 1910 по 1914 год вызывался в сборную Бразилии.
Помимо выступлений на футбольном поле, де Ламаре запомнился ещё и тем, что стал одним из первых футбольных врачей в Бразилии. Медицинский диплом де Ламаре получил ещё во время своей футбольной карьеры, в Университете Рио-де-Жанейро в 1912 году, по специальности урология. Позже, уже завершив деятельность на посту врача «Ботафого», де Ламаре стал практикующим врачом и получил степень профессора в области урологии.
Скончался де Ламаре 20 июля 1963 года в Рио-де-Жанейро, оставив после себя пять детей Лео, Луиса, Леа, Лаиса, Лориса и супругу Элену Тешейру Соарес, которая пережила мужа лишь на 4 года и скончалась 19 ноября 1967.

## Международная статистика
| Матчи Роландо за сборную Бразилии | Матчи Роландо за сборную Бразилии | Матчи Роландо за сборную Бразилии | Матчи Роландо за сборную Бразилии | Матчи Роландо за сборную Бразилии | Матчи Роландо за сборную Бразилии | Матчи Роландо за сборную Бразилии |
| --------------------------------- | --------------------------------- | --------------------------------- | --------------------------------- | --------------------------------- | --------------------------------- | --------------------------------- |
| №                                 | Дата                              | Место проведения                  | Оппонент                          | Счёт                              | Голы                              | Турнир                            |
| 1                                 | 28 августа 1910                   | Рио-де-Жанейро                    | Коринтиан                         | 2:5                               | —                                 | Товарищеский матч                 |
| 2                                 | 24 августа 1913                   | Рио-де-Жанейро                    | Коринтиан                         | 1:2                               | —                                 | Товарищеский матч                 |
| 3                                 | 21 июля 1914                      | Рио-де-Жанейро                    | Эксетер Сити                      | 2:0                               | —                                 | Товарищеский матч                 |

3 матча в неофициальных встречах.

## Достижения
- Чемпион штата Рио-де-Жанейро: 1907, 1910, 1912